# Landsvägscykling

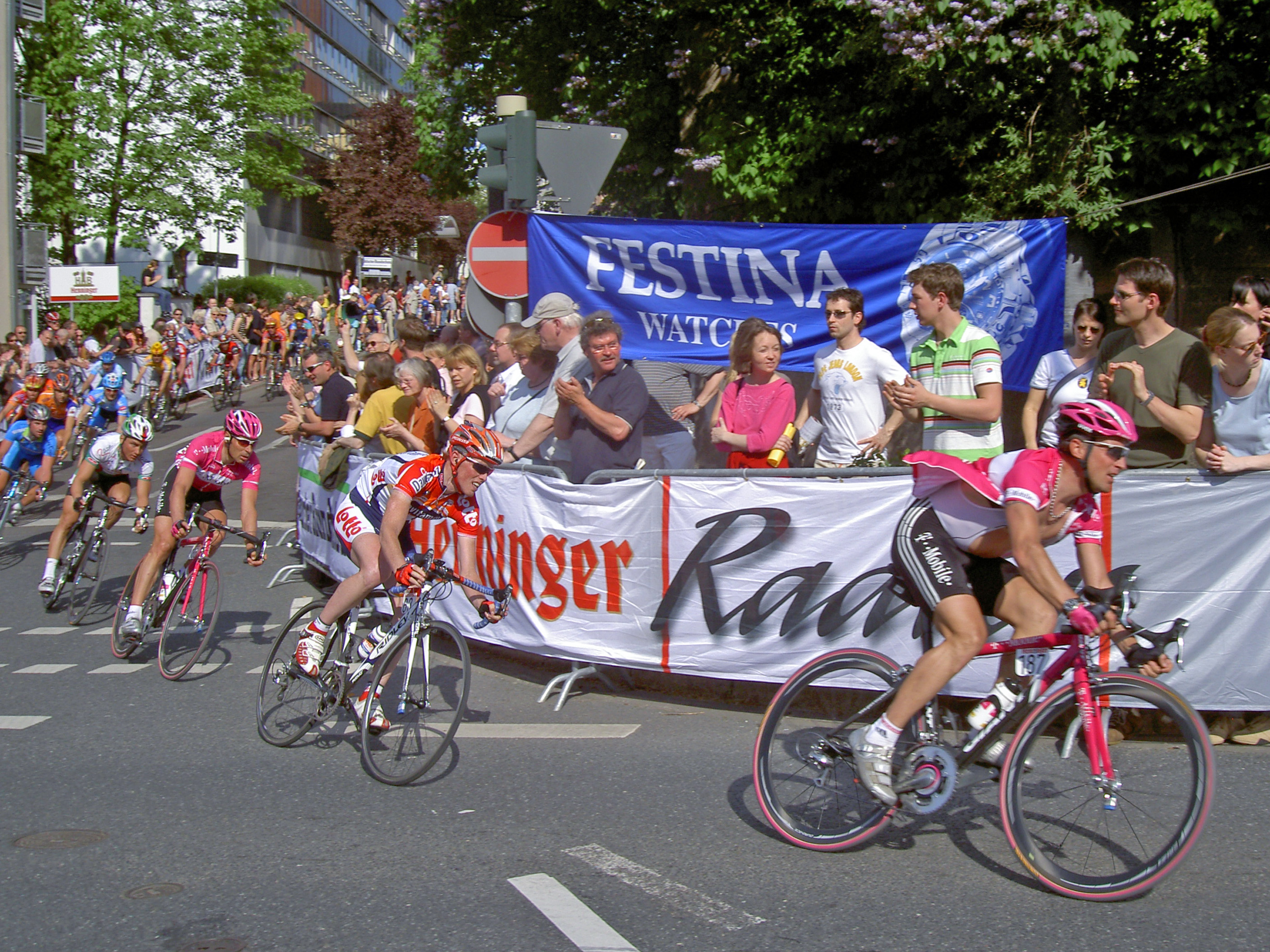
Cyklister i cykelloppet Rund um den Henninger Turm.

Landsvägscykling är en gren inom cykelsport, där loppen cyklas på vägar. Som namnet antyder används mest landsvägar, men loppen dras ibland in på städernas gator, och vid större tävlingar kan ibland även motorvägarna spärras av för användning till cykelloppen. Sporten är mycket populär i många av länderna på den europeiska kontinenten.
Landsvägstävlingarna kan avgöras i en etapp på en dag eller över ett antal etapper under flera dagar. Endagsloppen körs antingen som linjelopp eller som tempolopp. Under etapploppen adderas tiderna från varje dags tävling och den som har lägst tid när alla etapper körts vinner. 
Cyklarna som används vid landsvägscykling kallas racercyklar.
Det organ som ansvarar för professionella tävlingar i landsvägscykling är Union Cycliste Internationale, UCI. UCI arrangerar UCI ProTour, som omfattar en serie stora cykeltävlingar, bland dem de tre största loppen inom landsvägscykling - Tour de France, Giro d'Italia och Vuelta a España, på svenska ofta kallade Touren, Girot och Vueltan.
Professionella landsvägscyklister representerar olika lag eller stall. I 2007 års upplaga av UCI ProTour ingår 20 stall. Bland de bästa stallen finns danska Team Saxo Bank, spanska Caisse d'Epargne-Illes Balears och nederländska Rabobank.

## Typer av landsvägscyklister

### Klättrare
Klättrare (även bergsklättrare, skämtsamt "bergsget"), är en till vikten sett lätt landsvägscyklist som besitter en god förmåga att ta sig uppför branta backar i till exempel bergsetapper i Alperna. Klättraren är duktig på att göra snabba ryck under bergsstigningen och kännetecknas av den lätta, nästan "dansande" stilen när ryttaren lyfter från sadeln under attacken. På slätan är klättraren något svagare då den lätta kroppen är känsligare för mot- och sidvind. Det gör klättrare mycket beroende av sin klunga. De mest framgångsrika klättringsspecialister finns i olika former. Klättrare brukar delas upp i tre typer.
Typ ett är klättrare med mycket liten kropp som José Rujano (48 kg), Leonardo Piepoli (52 kg), Roberto Heras (60 kg), Alberto Contador (61 kg) och Gilberto Simoni (58 kg) gör sig bäst på svindlande höjder och extremt branta sluttningar, där ryttarnas låga vikt gör dem effektiva även i upprepade accelerationskörningar. Marco Pantani, mästaren av 1998-års Tour de France, kunde göra attack efter attack för att snabbt trötta ut sina motståndare.
Den andra typen av klättrare är puncheur.
Den tredje typen av klättrare kallas även utbrytningsspecialisten och kan åka aggressivt med många attacker och upprätthålla sin ledning över uppförsbackar, nedstigningar och släta partier. Kända exempel är Laurent Jalabert och Richard Virenque. Laurent Jalabert påbörjade sin karriär som sprinter men förvandlade sig sedan till en utbrytningsspecialist. Många ryttare av denna typ är i grund och botten goda tempocyklister men gör sig bra i branta backar tack vare det goda effekt-vikt-förhållandet. Tour de France-vinnarna Miguel Indurain, Jan Ullrich och Cadel Evans var först och främst starka tempocyklister men presterade även otroligt bra i bergsetapperna under Tour de France.

### Puncheur
Puncheurn är en variant av klättrare fast med större kroppsmassa och lägre förmåga att attackera i backar under längre lopp. Denna ryttartyp är duktig på att övervinna den ojämna terrängen och köra isolerad från klungan under en längre tid. Puncheurn har specialiserat sig på kuperad terräng med kort men brant klättring. Perfekt lopp för denna typ av ryttare är endagsklassiker på våren. Dessa lopp kännetecknas av backar som har lutningen 10 - 20% och är cirka 1-2 km långa. Exempel på sådana tävlingar är Liege-Bastogne-Liege, Mur de Huy i Flèche Wallonne och Manayunk Wall i Philadelphia International Championship. Den för den ryttartypen specifika kroppsbyggnad ger puncheurn möjlighet att fly från klungan genom snabba ryck - vanligen med hjälp av en lagkamrat. Puncheurn är duktig på att köra isolerad under rätt långa perioder. Exempel på sådana förare inkluderar Philippe Gilbert, Paolo Bettini och Alejandro Valverde, som har möjlighet att spurta sig upp i kortare backar för att vinna en enskild etapp eller ett enskilt endagslopp. Deras lägre uthållighet är dock till en nackdel i etapptävlingar där klättringarna är oftast längre (från 5 till 20 km) om än i lägre lutningar (5 - 10%).

### Sprinter
En sprinter är en typ av cyklist som kan avgöra ett lopp (eller en enskild etapp i en ett lopp) explosionsartat genom att snabbt spurta upp till en hög hastighet, ofta med hjälp av kölvattnet från en annan cyklist eller en hel cykelklunga, beroende på omständigheterna. Sprinters tenderar ibland att vara grövre byggda än den genomsnittlige landsvägscyklisten. Vissa sprinters har en hög toppfart men tar längre tid på sig att uppnå det, medan andra kan uppnå korta och skarpa accelerationer. Exempel på kända sprinters är Mario Cipollini, Mark Cavendish och Erik Zabel.

### Tempocyklist
En tempocyklist är en typ av landsvägscyklist som kan hålla hög hastighet under längre perioder, för att maximera sin prestanda under individuella lopp eller grupptävlingar. I ett traditionellt tempolopp startar ryttarna enskilt (med 1-5 minuters mellanrum) och separerat från klungan (om tempoloppet ingår i ett större lopp med gruppcykling som deldisciplin som exempelvis Giro d'Italia) för att sedan cykla så snabbt som möjligt den bestämda sträckan. God aerodynamisk position och cykel- och ryttarbeskaffenhet, tillräcklig kroppsmassa och välavvägd kadens tillhör de avgörande faktorerna för att cyklisten ska lyckas i ett tempolopp.
Ryttare av denna typ kan vara duktiga på att klättra i berg men kommer efter under attackerna. I gruppcykling utgör tempospecialister ofta duktiga "draghästar" under klungkörning och kan dra klungan under längre sträckor och till och med göra starka framryck när det är lämpligt. Exempel på kända tempocyklister är Miguel Indurain, Fabian Cancellara och Tony Martin.

## Fler begrepp
I en etapptävling utses ofta en av lagmedlemmarna till "lagkapten" – den som anses ha störst vinstchanser i tävlingen. Övriga medlemmar i laget fungerar då som hjälpryttare (engelska och franska: domestique), med uppdrag att underlätta för lagkaptenen att nå sitt och lagets mål. Hjälprytteri inkluderar att hämta mat och dryck till kaptenen, hjälpa till med kontakter under tävlingen, täcka vind och vid behov till och med överlämna sin cykel till kaptenen eller annan lagmedlem som behöver omgående cykelbyte.